# オーシャン・アイズ
「オーシャン・アイズ」（Ocean Eyes）は、アメリカの歌手ビリー・アイリッシュの曲。2015年にSoundCloudにアップロードされたが、注目を集めて契約のきっかけとなり、2016年に発売された。アメリカ合衆国で300万ユニット以上の売り上げがあったとして、2020年4月にアメリカレコード協会からトリプル・プラチナ認定を受けた。

## プロモーション
- ワン・バイ・ワン・ツアー（2018年 - 2019年）
- ホエン・ウィ・オール・フォール・アスリープ、ワールド・ツアー（2019年）
- ホエア・ドゥー・ウィー・ゴー？ワールド・ツアー（2020年）
- ライフ・イズ・ビューティフル・フェスティバル（英語版）（2021年）
- ハピアー・ザン・エヴァー・ザ・ワールド・ツアー（英語版）（2022年）

## 盗作疑惑
2021年8月、アメリカの歌手Diamond Whiteにより、本人が2013年に書いた曲と本作が似ているという指摘がツイッター上でなされた。